# Shichang, Songtao
Shichang (kinesiska: 世昌, 世昌乡) är en socken i Kina. Den ligger i provinsen Guizhou, i den sydvästra delen av landet, omkring 310 kilometer nordost om provinshuvudstaden Guiyang. Antalet invånare är 18937. Befolkningen består av 9 399 kvinnor och 9 538 män. Barn under 15 år utgör 30 %, vuxna 15-64 år 60 %, och äldre över 65 år 9,0 %.